# Doomsday Machine (album)
Doomsday Machine è il sesto album in studio del gruppo musicale svedese Arch Enemy, pubblicato il 26 luglio 2005 dalla Century Media Records.

## Tracce
1. Enter the Machine – 2:02
2. Taking Back My Soul – 4:35
3. Nemesis – 4:12
4. My Apocalypse – 5:25
5. Carry the Cross – 4:12
6. I Am Legend / Out for Blood – 4:58
7. Skeleton Dance – 4:33
8. Hybrids of Steel – 3:49
9. Mechanic God Creation – 5:59
10. Machtkampf – 4:16
11. Slaves of Yesterday – 5:01

Tracce bonus nelle edizioni coreana e giapponese
1. Heart of Darkness (Live in Paris in 2004) - 4:51
2. Bridge of Destiny (Live in Paris in 2004) - 8:04

German Limited Edition 3" DVD
1. Nemesis (Music Video) - 4:26
2. Intro (Live at the Forum, London, UK on December 17, 2004) - 1:08
3. Dead Eyes See No Future (Live at the Forum, London, UK on December 17, 2004) - 4:40
4. Ravenous (live at the Forum, London, UK on December 17, 2004) - 4:18

## Formazione
- Angela Gossow – voce
- Michael Amott – chitarra
- Christopher Amott – chitarra
- Sharlee D'Angelo – basso
- Daniel Erlandsson – batteria

## Classifiche
| Classifica (2005)         | Posizione massima |
| ------------------------- | ----------------- |
| Austria                   | 74                |
| Stati Uniti               | 87                |
| Stati Uniti (independent) | 12                |
| Svezia                    | 23                |